# Pont-de-Larn
Pont-de-Larn (orthographié Pont-de-l'Arn par ses habitants) est une commune française située dans le département du Tarn, à 2 kilomètres de Mazamet, en région Occitanie. Sur le plan historique et culturel, la commune est dans la Montagne Noire, un massif montagneux constituant le rebord méridional du Massif central.
Exposée à un climat océanique altéré, elle est drainée par le Thoré, l'Arn, le ruisseau d'Issalès, le ruisseau d'Aussillon, le ruisseau de l'Espital, le ruisseau de Rieugrand, le ruisseau du Bouyssou, le ruisseau du Doul et par divers autres petits cours d'eau. Incluse dans le parc naturel régional du Haut-Languedoc, la commune possède un patrimoine naturel remarquable composé de quatre zones naturelles d'intérêt écologique, faunistique et floristique.
Pont-de-Larn est une commune urbaine qui compte 2 866 habitants en 2022. Elle est dans l'agglomération de Mazamet et fait partie de l'aire d'attraction de Castres. Ses habitants sont appelés les Pont-de-l'Arnais ou  Pont-de-l'Arnaises.

## Géographie

### Localisation
Commune de l'aire urbaine de Mazamet située dans son unité urbaine, à deux kilomètres au nord-est de la ville de Mazamet au sud du Tarn, au pied de la montagne Noire dans le parc naturel régional du Haut-Languedoc sur l'Arn.

### Communes limitrophes
Pont-de-Larn est limitrophe de neuf autres communes.
Les communes limitrophes sont Aussillon, Boissezon, Bout-du-Pont-de-Larn, Mazamet, Noailhac, Payrin-Augmontel, Le Rialet, Saint-Amans-Valtoret et Le Vintrou.
| Noailhac           | Boissezon            | Le Rialet                        |
| Payrin-Augmontel   | Pont-de-Larn         | Le Vintrou                       |
| Aussillon, Mazamet | Bout-du-Pont-de-Larn | Saint-Amans-Valtoret (sur 150 m) |

### Voies de communication et transports
La ligne de transport à la demande 112 du réseau urbain Libellus assure la desserte de la commune, en la reliant au centre-ville de Mazamet.

### Hydrographie
La commune est dans le bassin de la Garonne, au sein du bassin hydrographique Adour-Garonne. Elle est drainée par le Thoré, l'Arn, le ruisseau d'Issalès, le ruisseau d'Aussillon, le ruisseau de l'Espital, le ruisseau de Rieugrand, le ruisseau du Bouyssou, le ruisseau du Doul, Rec del Naouc, le ruisseau de la Font de Rieutran, le ruisseau de Saint-Mauri, le ruisseau des Fargues, le ruisseau du Buc et par divers petits cours d'eau, qui constituent un réseau hydrographique de 52 km de longueur totale,.
Le Thoré, d'une longueur totale de 61,6 km, prend sa source dans la commune de Rieussec et s'écoule d'est en ouest. Il traverse la commune et se jette dans l'Agout à Navès, après avoir traversé 20 communes.
L'Arn, d'une longueur totale de 55,7 km, prend sa source dans la commune de Fraisse-sur-Agout et s'écoule d'est en ouest. Il traverse la commune et se jette dans le Thoré à Bout-du-Pont-de-Larn, après avoir traversé 9 communes.
Le ruisseau d'Issalès, d'une longueur totale de 10,5 km, prend sa source dans la commune de Boissezon et s'écoule du nord-est au sud-ouest. Il se jette dans le Thoré sur le territoire communal.

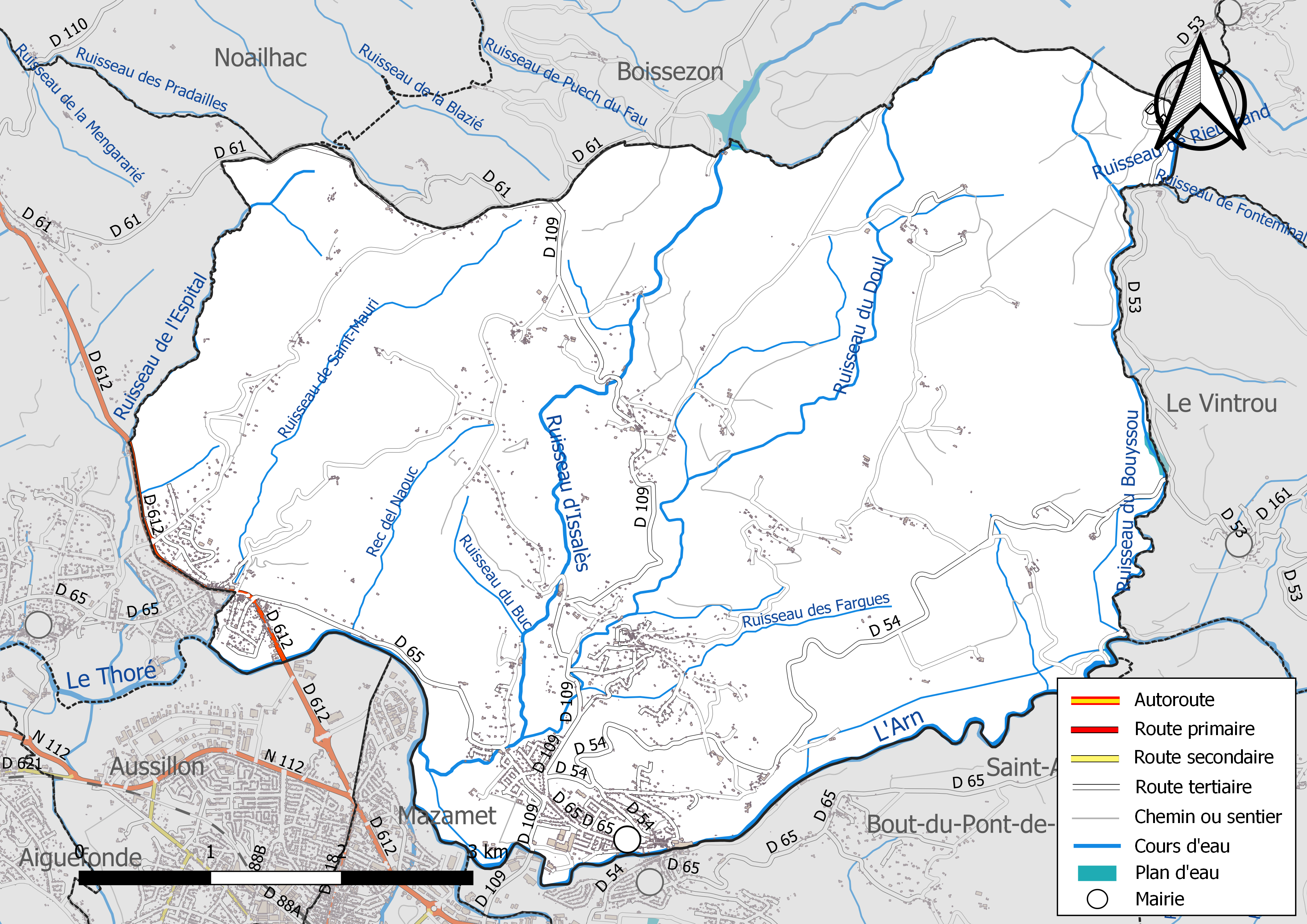
Réseaux hydrographique et routier de Pont-de-Larn.

### Climat
Pour des articles plus généraux, voir Climat de l'Occitanie et Climat du Tarn.
En 2010, le climat de la commune est de type climat méditerranéen altéré, selon une étude du Centre national de la recherche scientifique s'appuyant sur une série de données couvrant la période 1971-2000. En 2020, Météo-France publie une typologie des climats de la France métropolitaine dans laquelle la commune est exposée à un climat océanique altéré et est dans la région climatique Aquitaine, Gascogne, caractérisée par une pluviométrie abondante au printemps, modérée en automne, un faible ensoleillement au printemps, un été chaud (19,5 °C), des vents faibles, des brouillards fréquents en automne et en hiver et des orages fréquents en été (15 à 20 jours).
Pour la période 1971-2000, la température annuelle moyenne est de 13,4 °C, avec une amplitude thermique annuelle de 15,7 °C. Le cumul annuel moyen de précipitations est de 1 030 mm, avec 9,4 jours de précipitations en janvier et 5,3 jours en juillet. Pour la période 1991-2020, la température moyenne annuelle observée sur la station météorologique de Météo-France la plus proche, « Mazamet », sur la commune de Mazamet à 3 km à vol d'oiseau, est de 11,4 °C et le cumul annuel moyen de précipitations est de 1 179,1 mm. 
La température maximale relevée sur cette station est de 37,8 °C, atteinte le 26 août 2010 ; la température minimale est de −21,5 °C, atteinte le 16 janvier 1985,,.
| Mois                                  | jan.             | fév.           | mars           | avril           | mai           | juin          | jui.         | août           | sep.           | oct.          | nov.           | déc.           | année      |
| ------------------------------------- | ---------------- | -------------- | -------------- | --------------- | ------------- | ------------- | ------------ | -------------- | -------------- | ------------- | -------------- | -------------- | ---------- |
| Température minimale moyenne (°C)     | 1,1              | 1              | 3,1            | 5,4             | 9             | 12,3          | 14,2         | 14,4           | 11,4           | 8,7           | 4,7            | 2,3            | 7,3        |
| Température moyenne (°C)              | 4                | 4,4            | 7,1            | 9,6             | 13,4          | 17,2          | 19,5         | 19,8           | 16,1           | 12,3          | 7,7            | 5,2            | 11,4       |
| Température maximale moyenne (°C)     | 6,8              | 7,8            | 11             | 13,9            | 17,8          | 22,1          | 24,8         | 25,3           | 20,9           | 16            | 10,6           | 8,1            | 15,4       |
| Record de froid (°C) date du record   | −21,5 16.01.1985 | −15 10.02.1986 | −11,5 01.03.05 | −4,5 12.04.1986 | −1 04.05.1986 | 4 06.06.1994  | 6,5 24.07.11 | 2,5 29.08.1989 | 2,5 29.09.1993 | −4 23.10.1991 | −10 23.11.1988 | −11 31.12.1985 | −21,5 1985 |
| Record de chaleur (°C) date du record | 20,8 13.01.07    | 24 26.02.19    | 24,5 15.03.12  | 28 29.04.05     | 31,8 17.05.06 | 37,5 29.06.19 | 37 31.07.20  | 37,8 26.08.10  | 33,5 15.09.11  | 29 03.10.11   | 22,5 07.11.15  | 21,5 08.12.10  | 37,8 2010  |
| Précipitations (mm)                   | 122,6            | 95,2           | 101,4          | 110             | 114,2         | 81,6          | 61,5         | 59,4           | 82             | 104,8         | 126,8          | 119,6          | 1 179,1    |

| Diagramme climatique                                  |          |            |            |            |              |              |              |            |            |              |             |
| J                                                     | F        | M          | A          | M          | J            | J            | A            | S          | O          | N            | D           |
| 6,81,1122,6                                           | 7,8195,2 | 113,1101,4 | 13,95,4110 | 17,89114,2 | 22,112,381,6 | 24,814,261,5 | 25,314,459,4 | 20,911,482 | 168,7104,8 | 10,64,7126,8 | 8,12,3119,6 |
| Moyennes : • Temp. maxi et mini °C • Précipitation mm |          |            |            |            |              |              |              |            |            |              |             |

Les paramètres climatiques de la commune ont été estimés pour le milieu du siècle (2041-2070) selon différents scénarios d'émission de gaz à effet de serre à partir des nouvelles projections climatiques de référence DRIAS-2020. Ils sont consultables sur un site dédié publié par Météo-France en novembre 2022.

### Milieux naturels et biodiversité

#### Espaces protégés
La protection réglementaire est le mode d’intervention le plus fort pour préserver des espaces naturels remarquables et leur biodiversité associée,.
La commune fait partie du parc naturel régional du Haut-Languedoc, créé en 1973 et d'une superficie de 307 184 ha, qui s'étend sur 118 communes et deux départements. Implanté de part et d’autre de la ligne de partage des eaux entre Océan Atlantique et mer Méditerranée, ce territoire est un véritable balcon dominant les plaines viticoles du Languedoc et les étendues céréalières du Lauragais,

#### Zones naturelles d'intérêt écologique, faunistique et floristique

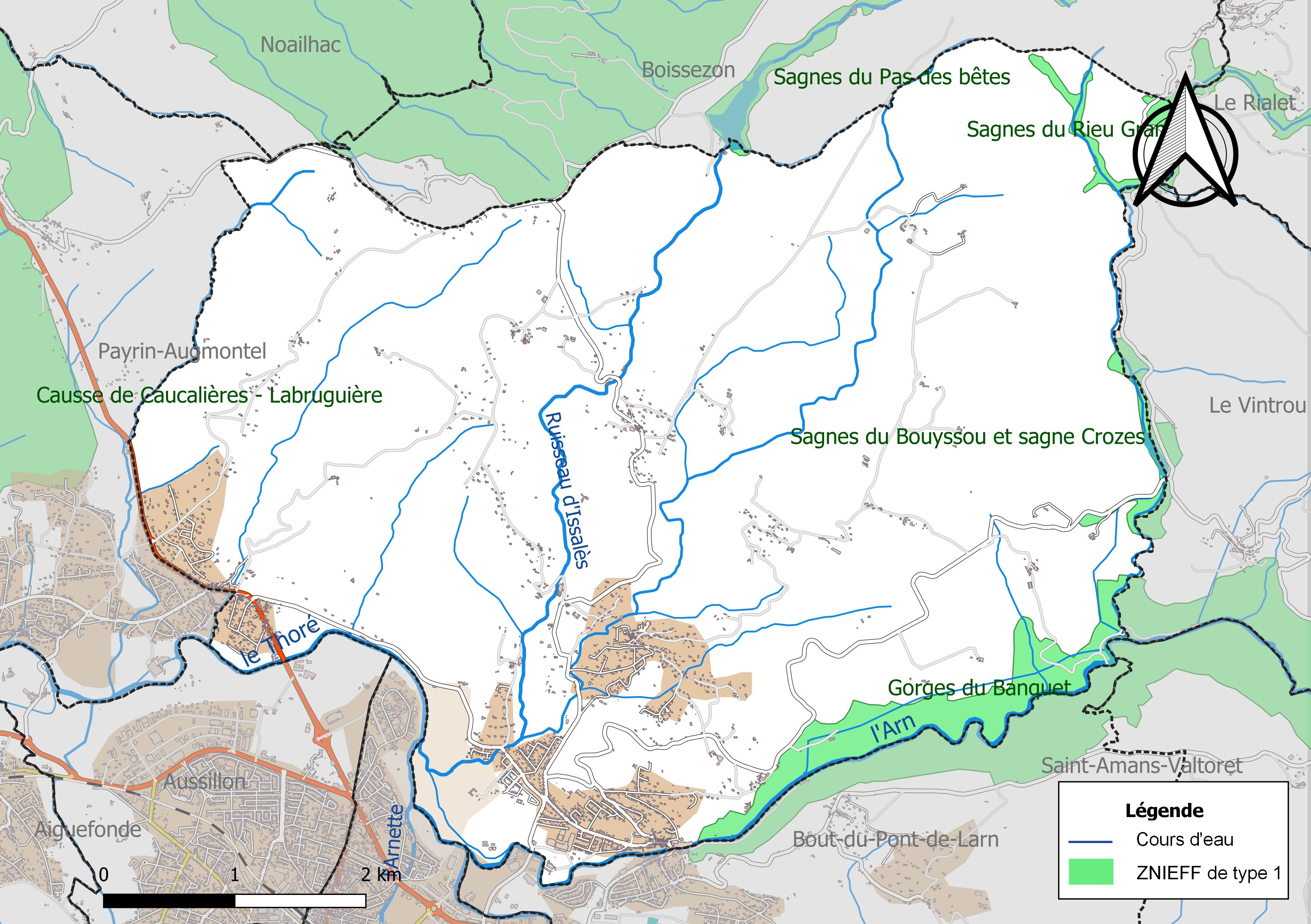
Carte des ZNIEFF de type 1 localisées sur la commune.

L’inventaire des zones naturelles d'intérêt écologique, faunistique et floristique (ZNIEFF) a pour objectif de réaliser une couverture des zones les plus intéressantes sur le plan écologique, essentiellement dans la perspective d’améliorer la connaissance du patrimoine naturel national et de fournir aux différents décideurs un outil d’aide à la prise en compte de l’environnement dans l’aménagement du territoire.
Quatre ZNIEFF de type 1 sont recensées sur la commune :
- les « gorges du Banquet » (396 ha), couvrant 4 communes du département[19] ;
- les « sagnes du Bouyssou et sagne Crozes » (30 ha), couvrant 2 communes du département[20] ;
- les « sagnes du Pas des bêtes » (56 ha), couvrant 2 communes du département[21].
- les « sagnes du Rieu Grand » (54 ha), couvrant 4 communes du département[22] ;

## Urbanisme

### Typologie
Au 1er janvier 2024, Pont-de-Larn est catégorisée ceinture urbaine, selon la nouvelle grille communale de densité à sept niveaux définie par l'Insee en 2022.
Elle appartient à l'unité urbaine de Mazamet, une agglomération intra-départementale regroupant six  communes, dont elle est une commune de la banlieue,,. Par ailleurs la commune fait partie de l'aire d'attraction de Castres, dont elle est une commune de la couronne,. Cette aire, qui regroupe 55 communes, est catégorisée dans les aires de 50 000 à moins de 200 000 habitants,.

### Occupation des sols
L'occupation des sols de la commune, telle qu'elle ressort de la base de données européenne d’occupation biophysique des sols Corine Land Cover (CLC), est marquée par l'importance des territoires agricoles (49,5 % en 2018), en diminution par rapport à 1990 (52,7 %). La répartition détaillée en 2018 est la suivante : 
prairies (39,8 %), forêts (38,1 %), zones agricoles hétérogènes (9,7 %), zones urbanisées (6,4 %), milieux à végétation arbustive et/ou herbacée (4,4 %), espaces verts artificialisés, non agricoles (1,5 %), zones industrielles ou commerciales et réseaux de communication (0,1 %). L'évolution de l’occupation des sols de la commune et de ses infrastructures peut être observée sur les différentes représentations cartographiques du territoire : la carte de Cassini (XVIIIe siècle), la carte d'état-major (1820-1866) et les cartes ou photos aériennes de l'IGN pour la période actuelle (1950 à aujourd'hui).

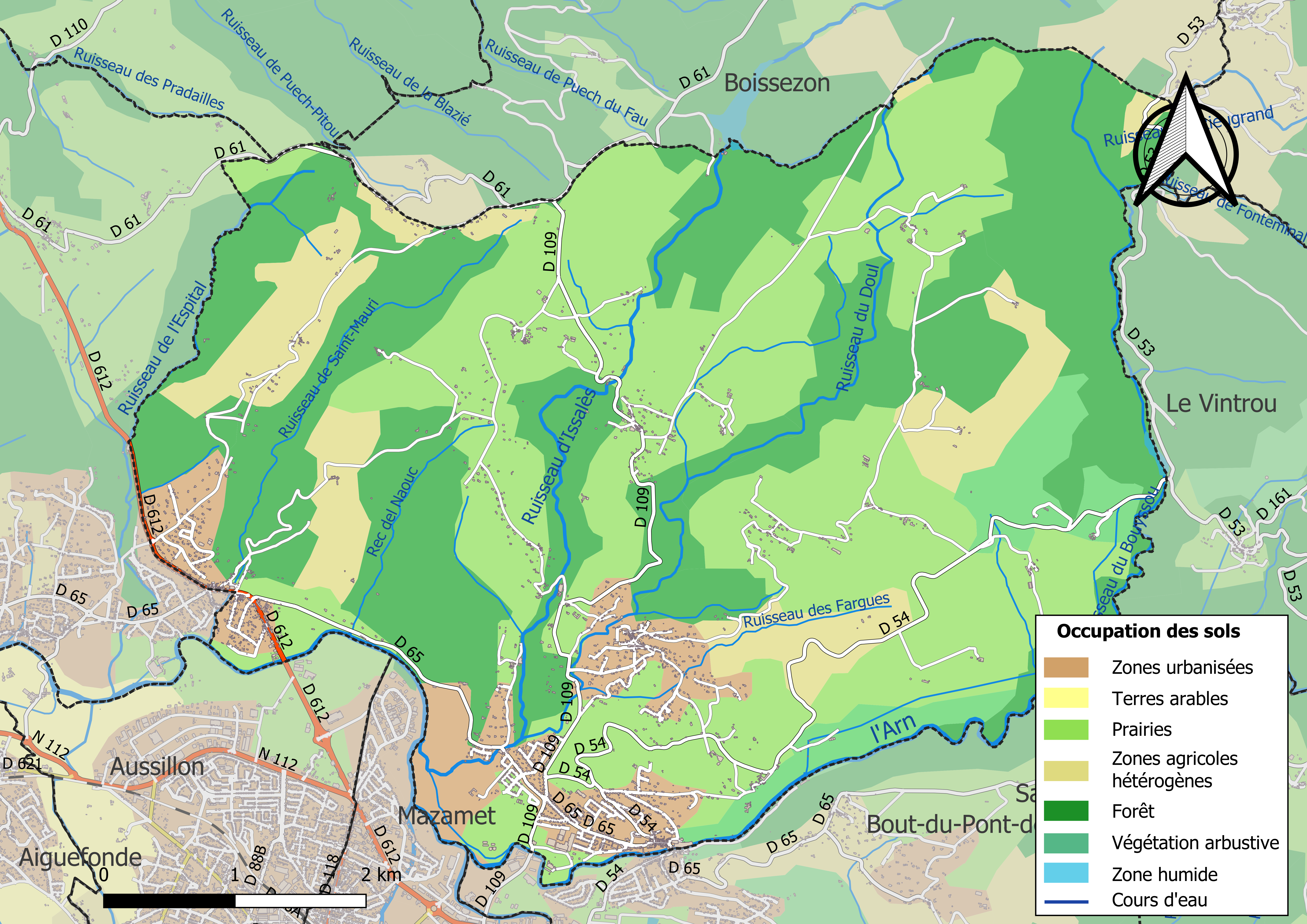
Carte des infrastructures et de l'occupation des sols de la commune en 2018 (CLC).

## Toponymie
La commune porte le nom de la rivière Arn, affluent du Thoré (> Agout > Tarn > Garonne).

## Histoire

### Héraldique
| Pont-de-Larn | Son blasonnement est : Taillé : au premier d'azur au lion d'or, surmonté d'un lambel de cinq pendants de gueules, au second d'argent palissé de sable. |

## Politique et administration

### Liste des maires
| Période                                  | Période   | Identité          | Étiquette | Qualité                    |
| ---------------------------------------- | --------- | ----------------- | --------- | -------------------------- |
| mai 1945                                 | mars 1983 | Philippe Cormouls |           |                            |
| mars 1983                                | juin 1995 | Laurent Dieudé    |           |                            |
| juin 1995                                | mars 2008 | Sylvain Daures    | DVG       |                            |
| mars 2008                                | En cours  | Christian Carayol | DVG       | Retraité de l'enseignement |
| Les données manquantes sont à compléter. |           |                   |           |                            |

## Démographie
| 1793  | 1800 | 1806  | 1821  | 1831  | 1836  | 1841  | 1846  | 1851  |
| ----- | ---- | ----- | ----- | ----- | ----- | ----- | ----- | ----- |
| 1 162 | 898  | 1 031 | 1 461 | 1 592 | 1 601 | 1 643 | 1 621 | 1 724 |

| 1856  | 1861  | 1866  | 1872  | 1876  | 1881  | 1886  | 1891  | 1896  |
| ----- | ----- | ----- | ----- | ----- | ----- | ----- | ----- | ----- |
| 1 752 | 1 706 | 1 793 | 1 774 | 1 789 | 1 820 | 1 872 | 1 837 | 1 767 |

| 1901  | 1906  | 1911  | 1921  | 1926  | 1931  | 1936  | 1946  | 1954  |
| ----- | ----- | ----- | ----- | ----- | ----- | ----- | ----- | ----- |
| 1 691 | 1 694 | 1 712 | 1 424 | 1 469 | 1 542 | 1 551 | 1 468 | 1 758 |

| 1962  | 1968  | 1975  | 1982  | 1990  | 1999  | 2006  | 2008  | 2013  |
| ----- | ----- | ----- | ----- | ----- | ----- | ----- | ----- | ----- |
| 2 099 | 2 297 | 2 304 | 2 311 | 2 525 | 2 737 | 2 847 | 2 879 | 2 886 |

| 2018  | 2022  | - | - | - | - | - | - | - |
| ----- | ----- | - | - | - | - | - | - | - |
| 2 796 | 2 866 | - | - | - | - | - | - | - |

## Économie

### Revenus
En 2018, la commune compte 1 284 ménages fiscaux, regroupant 2 868 personnes. La médiane du revenu disponible par unité de consommation est de 21 030 € (20 400 € dans le département). 47 % des ménages fiscaux sont imposés (42,8 % dans le département).

### Emploi
|                | 2008  | 2013  | 2018  |
| -------------- | ----- | ----- | ----- |
| Commune        | 5,5 % | 8,3 % | 6,6 % |
| Département    | 8,2 % | 9,9 % | 10 %  |
| France entière | 8,3 % | 10 %  | 10 %  |

En 2018, la population âgée de 15 à 64 ans s'élève à 1 683 personnes, parmi lesquelles on compte 75,5 % d'actifs (68,9 % ayant un emploi et 6,6 % de chômeurs) et 24,5 % d'inactifs,. Depuis 2008, le taux de chômage communal (au sens du recensement) des 15-64 ans est inférieur à celui de la France et du département.
La commune fait partie de la couronne de l'aire d'attraction de Castres, du fait qu'au moins 15 % des actifs travaillent dans le pôle,. Elle compte 368 emplois en 2018, contre 435 en 2013 et 386 en 2008. Le nombre d'actifs ayant un emploi résidant dans la commune est de 1 172, soit un indicateur de concentration d'emploi de 31,4 % et un taux d'activité parmi les 15 ans ou plus de 54,2 %.
Sur ces 1 172 actifs de 15 ans ou plus ayant un emploi, 164 travaillent dans la commune, soit 14 % des habitants. Pour se rendre au travail, 92,6 % des habitants utilisent un véhicule personnel ou de fonction à quatre roues, 1,4 % les transports en commun, 2,6 % s'y rendent en deux-roues, à vélo ou à pied et 3,5 % n'ont pas besoin de transport (travail au domicile).

### Activités hors agriculture

#### Secteurs d'activités
168 établissements sont implantés  à Pont-de-Larn au 31 décembre 2019. Le tableau ci-dessous en détaille le nombre par secteur d'activité et compare les ratios avec ceux du département,.
| Secteur d'activité                                                                                        | Commune | Commune | Département |
| Secteur d'activité                                                                                        | Nombre  | %       | %           |
| --- | ------- | ------- | ----------- |
| Ensemble                                                                                                  | 168     | 100 %   | (100 %)     |
| Industrie manufacturière, industries extractives et autres                                                | 30      | 17,9 %  | (13 %)      |
| Construction                                                                                              | 25      | 14,9 %  | (12,5 %)    |
| Commerce de gros et de détail, transports, hébergement et restauration                                    | 39      | 23,2 %  | (26,7 %)    |
| Information et communication                                                                              | 3       | 1,8 %   | (2,1 %)     |
| Activités financières et d'assurance                                                                      | 4       | 2,4 %   | (3,3 %)     |
| Activités immobilières                                                                                    | 9       | 5,4 %   | (4,2 %)     |
| Activités spécialisées, scientifiques et techniques et activités de services administratifs et de soutien | 21      | 12,5 %  | (13,8 %)    |
| Administration publique, enseignement, santé humaine et action sociale                                    | 19      | 11,3 %  | (15,5 %)    |
| Autres activités de services                                                                              | 18      | 10,7 %  | (9 %)       |

Le secteur du commerce de gros et de détail, des transports, de l'hébergement et de la restauration est prépondérant sur la commune puisqu'il représente 23,2 % du nombre total d'établissements de la commune (39 sur les 168 entreprises implantées  à Pont-de-Larn), contre 26,7 % au niveau départemental.

#### Entreprises et commerces
Les cinq entreprises ayant leur siège social sur le territoire communal qui génèrent le plus de chiffre d'affaires en 2020 sont : 
- Société Hydroélectrique de La Houille Blanche - SHHB, production d'électricité (585 k€)
- ETS Escande B Cie, production d'électricité (247 k€)
- Garage Fieu, entretien et réparation de véhicules automobiles légers (199 k€)
- Beziat Vincent, travaux d'installation électrique dans tous locaux (151 k€)
- Senegas Energy, fabrication de composants électroniques (23 k€)

### Agriculture
La commune est dans la Montagne Noire, une petite région agricole située dans le sud du département du Tarn. En 2020, l'orientation technico-économique de l'agriculture  sur la commune est l'élevage bovin, orientation mixte lait et viande. 
|               | 1988  | 2000  | 2010  | 2020  |
| ------------- | ----- | ----- | ----- | ----- |
| Exploitations | 58    | 37    | 32    | 17    |
| SAU (ha)      | 1 209 | 1 242 | 1 027 | 1 132 |

Le nombre d'exploitations agricoles en activité et ayant leur siège dans la commune est passé de 58 lors du recensement agricole de 1988  à 37 en 2000 puis à 32 en 2010 et enfin à 17 en 2020, soit une baisse de 71 % en 32 ans. Le même mouvement est observé à l'échelle du département qui a perdu pendant cette période 58 % de ses exploitations,. La surface agricole utilisée sur la commune a également diminué, passant de 1 209 ha en 1988 à 1 132 ha en 2020. Parallèlement la surface agricole utilisée moyenne par exploitation a augmenté, passant de 21 à 67 ha.

## Culture locale et patrimoine

### Lieux et monuments
- Statues-menhirs de Sagne Marty.

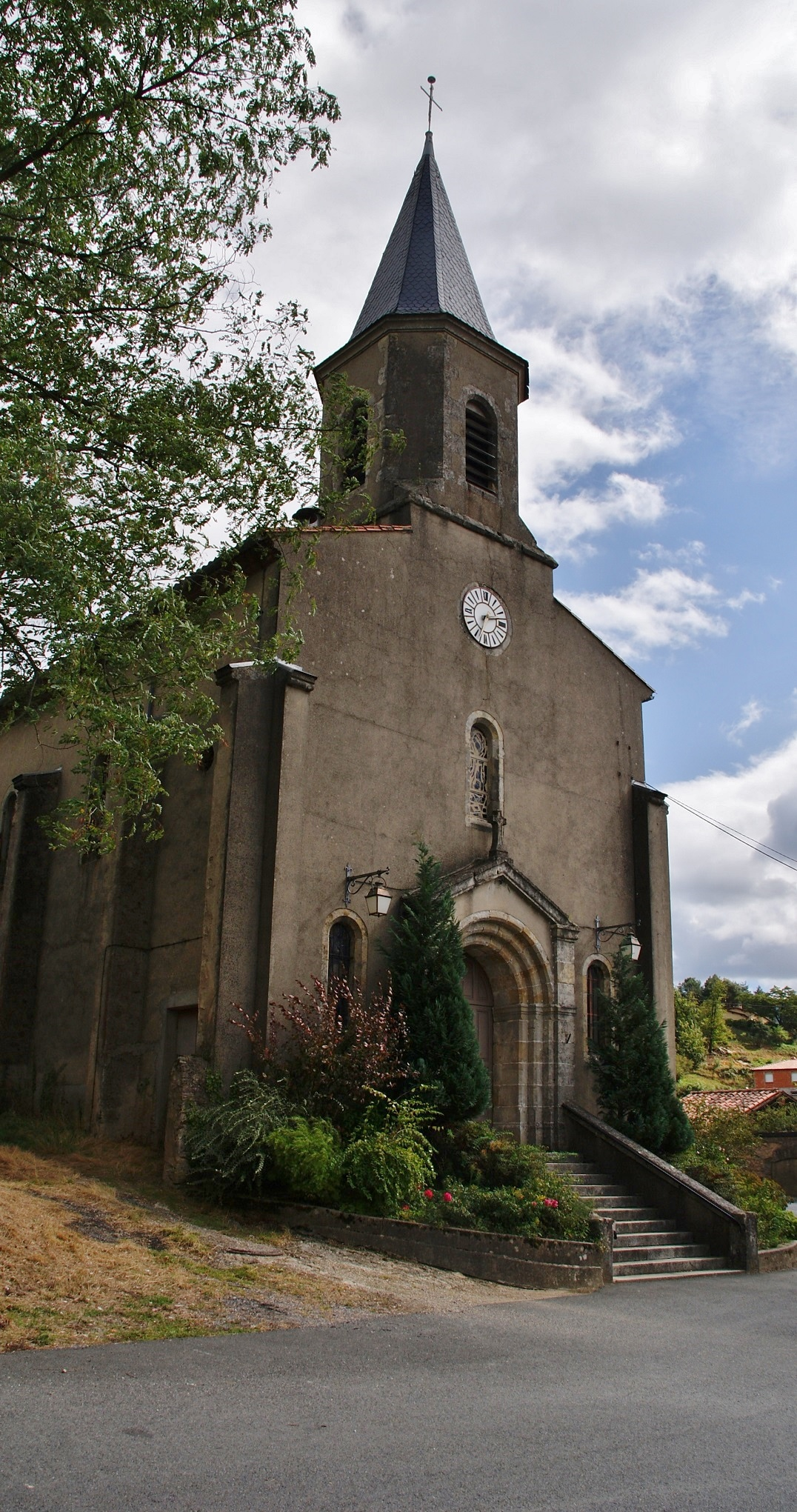
L'église Saint-Jean-Baptiste de Pont-de-Larn.

- Château de Montlédier : Xe/XIe siècle.
- Vieilles habitations, notamment à la Môle (1782).
- Église Saint-Jean-Baptiste de Pont-de-Larn : 1870.
- Église Saint-Baudille de Saint-Baudille : XIIe siècle, remise en état aux environs de 1850, rénovée en 1990.
- Sentiers de randonnée balisés.
- Temple protestant de Pont-de-Larn.
- Lac des Saints-Peyres à quelques minutes.

## Vie pratique

### Activités sportives
Un tennis et un tennis couvert, terrains de football et de rugby, des boulodromes, le golf de la Barouge, un des plus anciens de Midi-Pyrénées.